# Мала ноћна музика (серенада)
Мала ноћна музика (Eine kleine Nachtmusik) ( Серенада бр. 13 за гудаче у Ге-дуру), К. 525, је композиција Волфганга Амадеуса Моцарта (1756–1791) из 1787. године, за камерни ансамбл. Једно од најпознатијих Моцартових дела, серенада је написана за ансамбл од две виолине, виоле, виолончела и контрабаса, али је често изводе гудачки оркестри.

## Композиција, објављивање и пријем
Серенада је завршена у Бечу 10. августа 1787, отприлике у време када је Моцарт радио на другом чину своје опере Дон Ђовани. Није познато зашто је компонована. Волфганг Хилдешајмер, напомињући да је већина Моцартових серенада написана по наруџбини, сугерише да је и ова серенада била наручена, али порекло и прво извођење нису забележени.
Традиционално коришћено име дела потиче од записа који је Моцарт направио за њега у свом личном каталогу, који почиње „Eine kleine Nacht-Musick“. Као што Нил Заслав и Вилијам Каудери истичу, Моцарт готово сигурно није дао посебан наслов делу, већ је само унео у своје записе да је завршио малу серенаду.
Дело је објавио тек око 1827, много после Моцартове смрти, Јохан Андре у Офенбаху на Мајни. Овом издавачу га је 1799. године продала Моцартова удовица Констанца, као део великог пакета композиција њеног мужа.
Данас се серенада нашироко изводи и снима; заиста, и Џејкобсон и Хилдешајмер сматрају да је серенада најпопуларније од свих Моцартових дела. О музици, Хилдешајмер пише, „чак и ако је чујемо на сваком углу улице, њен висок квалитет је неоспоран“.

## Делови
Рад има четири дела:
1. Алегро (Ге-дур)
2. Романса: Анданте (Це-дур)
3. Менует: Алегрето (Ге-дур, са триом у Д-дуру)
4. Финале: Алегро (Ге-дур)

## Могући додатни став
У горе поменутом каталошком уносу, Моцарт је навео да дело има пет ставова („Алегро – Менует и Трио – Романса – Менует и Трио – Финале.“). Други став у његовој листи — менует и трио — дуго се сматрао изгубљеним, и нико не зна да ли га је Моцарт или неко други уклонио. У свом снимку из 1984. године, Кристофер Хогвуд је користио менует Томаса Атвуда (који је нађен у његовим белешкама коришћеним док је узимао часове код Моцарта) и додатни новокомпоновани трио да замени став који недостаје. Музиколог Алфред Ајнштајн је, међутим, предложио да менует у Сонати за клавир у Бе-дуру К. 498а, буде део који недостаје. К. 498а, који се приписује композитору Августу Еберхарду Милеру, укључује значајне количине Моцартовог дела у виду прераде материјала из клавирских концерата К. 450, К. 456 и К. 595, што је навело Ајнштајна да сугерише да би менует у Милеровој сонати могао бити аранжман несталог става из Мале ноћне музике.
Године 1971. овај део је уграђен у снимак дела који је припремио музиколог и извођач Терстон Дарт. Године 1989. менует и трио К. 498а је поново снимљен као део аранжмана Мале ноћне музике који је направио Јонатан Дел Мар за Нимбус Рекордс.